# 758
758 (DCCLVIII) var ett normalår som började en söndag i den julianska kalendern.

## Händelser

### Okänt datum
- Kejsar Junnin efterträder kesjar Kōken på Japans tron.
- Desiderius, langobardernas sista kung, erövrar Spoleto och Benevento.

## Födda
- Hildegard av Vinzgouw, drottning av Frankrike.

## Avlidna
- 11 februari – Chen Xilie, kinesisk kansler.
- Swithred, kung av Essex.